# O Banho turco (Ingres)
O Banho turco (em francês:  Le Bain turc) é uma pintura a óleo sobre tela sobre madeira de Jean-Auguste-Dominique Ingres datada de 1862 e conservada no Museu do Louvre em Paris.
A obra apresenta um grupo de mulheres nuas num harém pintadas num estilo altamente erótico que evocam o Próximo-Oriente bem como os estilos clássicos ocidentais associados aos assuntos mitológicos.
A obra está assinada e datada de 1862, quando Ingres tinha 82 anos de idade, tendo sido completada em 1863. Neste ano, Ingres alterou o formato rectangular original da pintura, cortando-a para a forma circular de tondo actual (fotografia do formato original da pintura em abaixo).
Julga-se que Ingres se terá baseado numa descrição escrita em 1717 de um harém turco por Mary Wortley Montagu, em que esta menciona ter visto num palácio turco cerca de duas centenas de mulheres nuas. A pintura desenvolve e reelabora figuras que Ingres havia apresentado em pinturas anteriores, designadamente  A Banhista de Valpinçon de 1808 e a Grande Odalisca de 1814 (imagens ao lado).
O seu conteúdo erótico não provocou escândalo porque a pintura se manteve durante muito tempo em colecções particulares até ter sido integrada no Museu do Louvre em 1911.

## Descrição

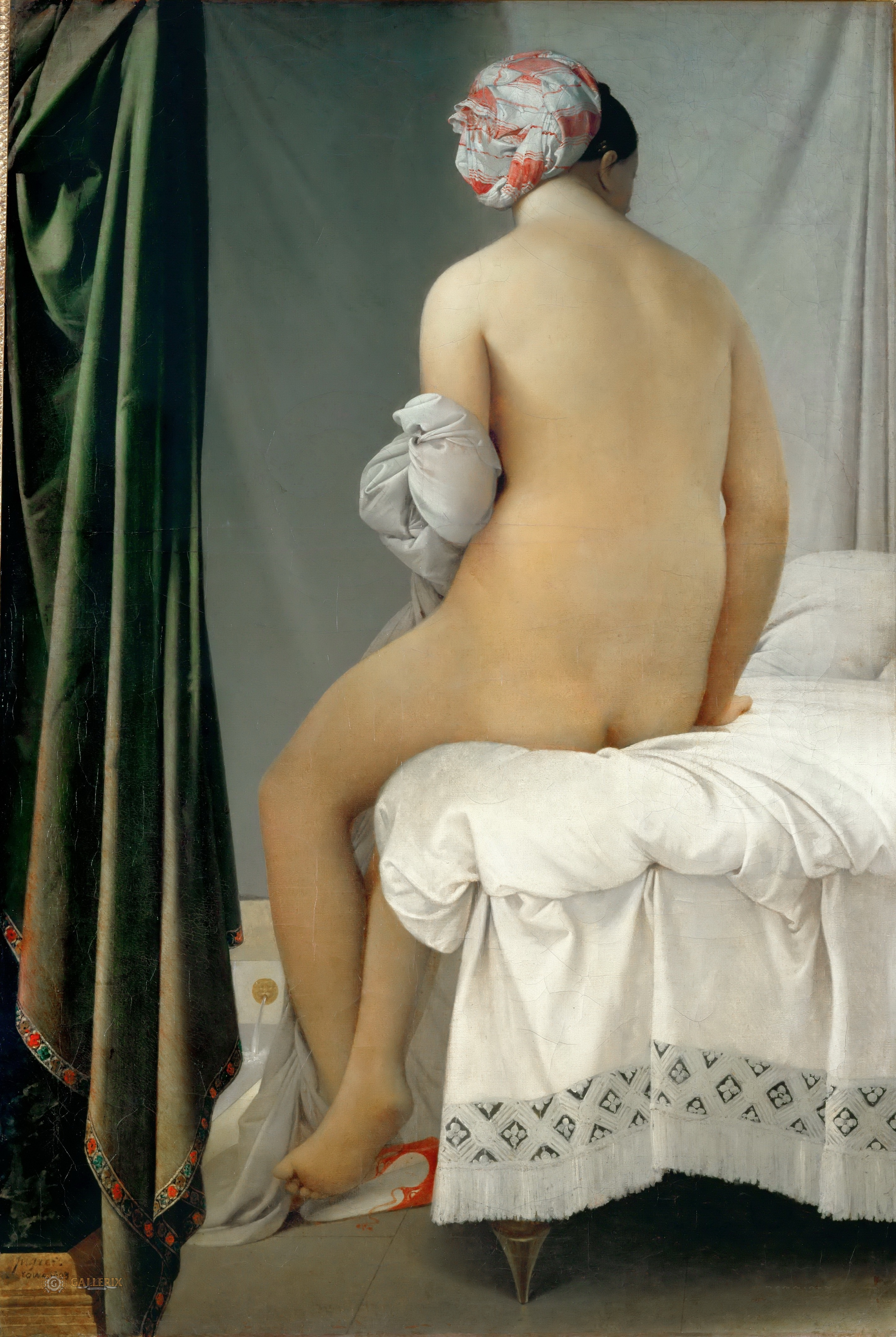
A Banhista de Valpinçon (1808), Jean-Auguste-Dominique Ingres. Museu do Louvre, Paris

A pintura é conhecida pelo cromatismo subtil, especialmente a pele muito pálida das mulheres que descansam na privacidade de uma zona de banhos. As figuras têm uma forma quase abstrata e "esguia e sinuosa", parecendo, por vezes, não ter esqueleto. Estão dispostas numa forma harmoniosa e num arranjo circular que aumenta o erotismo da pintura. A carga erótica é em parte conseguida através do uso de elementos como a névoa implícita de perfume oriental, e a inclusão de jarros, água corrente, frutas e jóias, bem como uma paleta de cores que vai do branco pálido ao rosa, ao marfim, aos cinzas claros e a uma variedade de castanhos.
Ingres apreciava a ironia de produzir uma obra erótica na sua velhice, pintando uma inscrição da sua idade (Aetatis LXXXII, "Idade 82") na obra. Em 1867, ele afirmou que ainda mantinha "todo o fogo de um homem de trinta anos". Ingres não pintou esta obra com base em modelos vivos, mas a partir de croquis e de várias pinturas anteriores suas, reutilizando as figuras da  "banhista" e da odalisca que tinha desenhado ou pintado como figuras individuais em camas ou junto a um banheiro.
A figura da sua A Banhista de Valpinçon aparece quase idêntica como elemento central desta composição posterior, mas agora tocando um bandolim. A face da mulher com os braços levantados acima de sua cabeça na direita é semelhante a um esboço de 1818 da sua esposa, Delphine Ramel, embora o seu ombro direito esteja rebaixado enquanto o seu braço direito está elevado (uma inconsistência anatómica habitual na obra de Ingres, pois A Grande Odalisca tem três vértebras a mais).

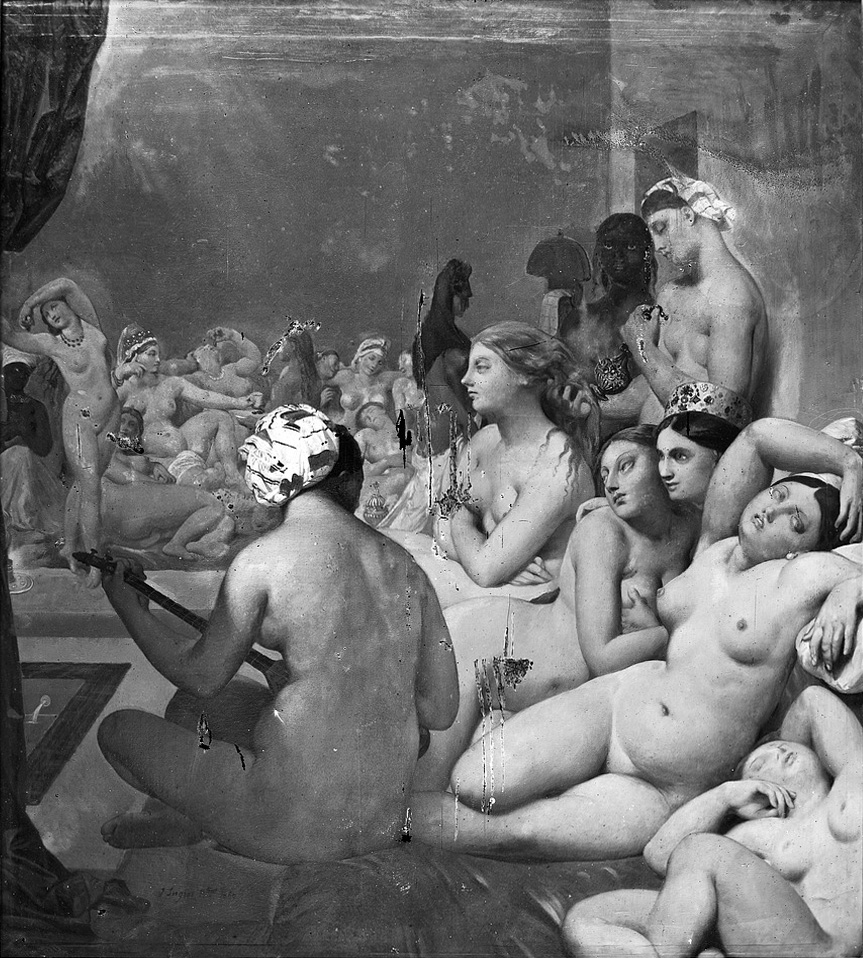
O Banho turco, fotografia de Charles Marville datada de 1859, mostrando um primeiro estado de O Banho turco de Ingres antes da sua transformação em tondo.

Ingres parece recorrer a uma ampla variedade de fontes, incluindo a arte académica do século XIX, o Neoclassicismo e o Maneirismo tardio. Embora à primeira vista a pintura possa parecer apenas um exercício erótico, é de facto toda ela muito precisa e geometricamente elaborada. As figuras fundem-se umas nas outras numa forma que evoca a sexualidade, mas, em última análise, destina-se a mostrar a sua habilidade em desafiar perspectiva racional. Ingres invoca um ambiente que é simultaneamente muito real e apenas imaginário.
Esboçada cerca de 1852, a obra foi concluída no final de 1859, antes de ser posteriormente reformulada e reconfigurada. Duas fotografias tiradas em 1859, uma por um fotógrafo anónimo, e outra por Charles Marville, mostram o estado anterior da obra antes da sua transformação em tondo. forma que o pintor lhe dá em 1863. Verificam-se várias alterações, incluindo a odalisca com os braços levantados que se espreguiça em primeiro plano, pintada a partir de um esboço da sua mulher - Madeleine Chapelle (1782-1849) - realizado em 1818, em que a posição dos braços é modificada. Os outros corpos justapõem-se em diferentes planos, sem que qualquer olhar se cruze com outro.

## A inspiração oriental
Em 1806, quando parte para Itália, Ingres copia para um seu caderno um texto exaltando os "banhos do harém de Mohammed". Pode-se ler uma descrição do harém onde "se passava numa sala com sofás em toda a volta [...] e era ali que várias mulheres destinadas a esse serviço aguardavam a sultana a sair do banho para limpar o seu belo corpo e o esfregar com os perfumes mais suaves; era ali que ela, em seguida, teria um descanso voluptuoso».

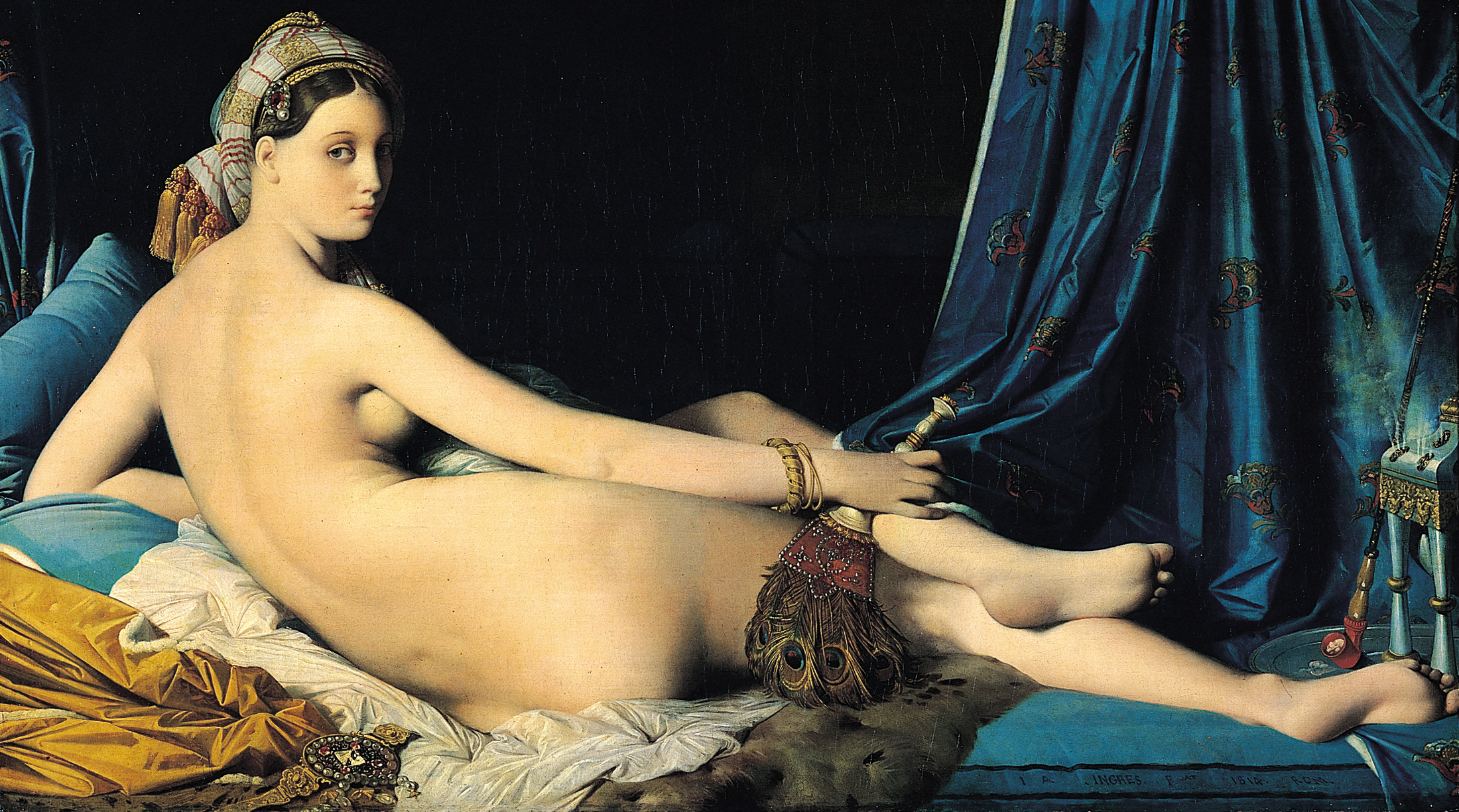
A Grande Odalisca (1814), Jean-Auguste-Dominique Ingres, Louvre. As proporções alongadas da figura, que lembram as pinturas maneiristas do século XVI, reflectem a procura por Ingres de uma forma pura.

Em 1825, Ingres copiou uma passagem de Lettres d'Orient de Mary Wortley Montagu intitulada Descrição do banho das mulheres em Edirne. Mary Montagu que era esposa de um diplomata britânico tinha vivido com o marido a partir de 1716 no Império Otomano. Entre 1763 e 1857, As Cartas de Lady Montagu foram reimpressas oito vezes em França o que alimentou a febre orientalista. "Julgo que havia ali no total duzentas raparigas", escreve Lady Montagu na passagem copiada por Ingres. "Mulheres belas nuas em várias poses ... umas a conversar, outras nos seus afazeres, outras ainda a beber café ou a sorver um sorvete, e muitas estendidas preguiçosamente (geralmente jovens esplendorosas de dezassete ou dezoito anos) enquanto os seus escravos se ocupavam a entrançar com fantasia os seus cabelos".

## História

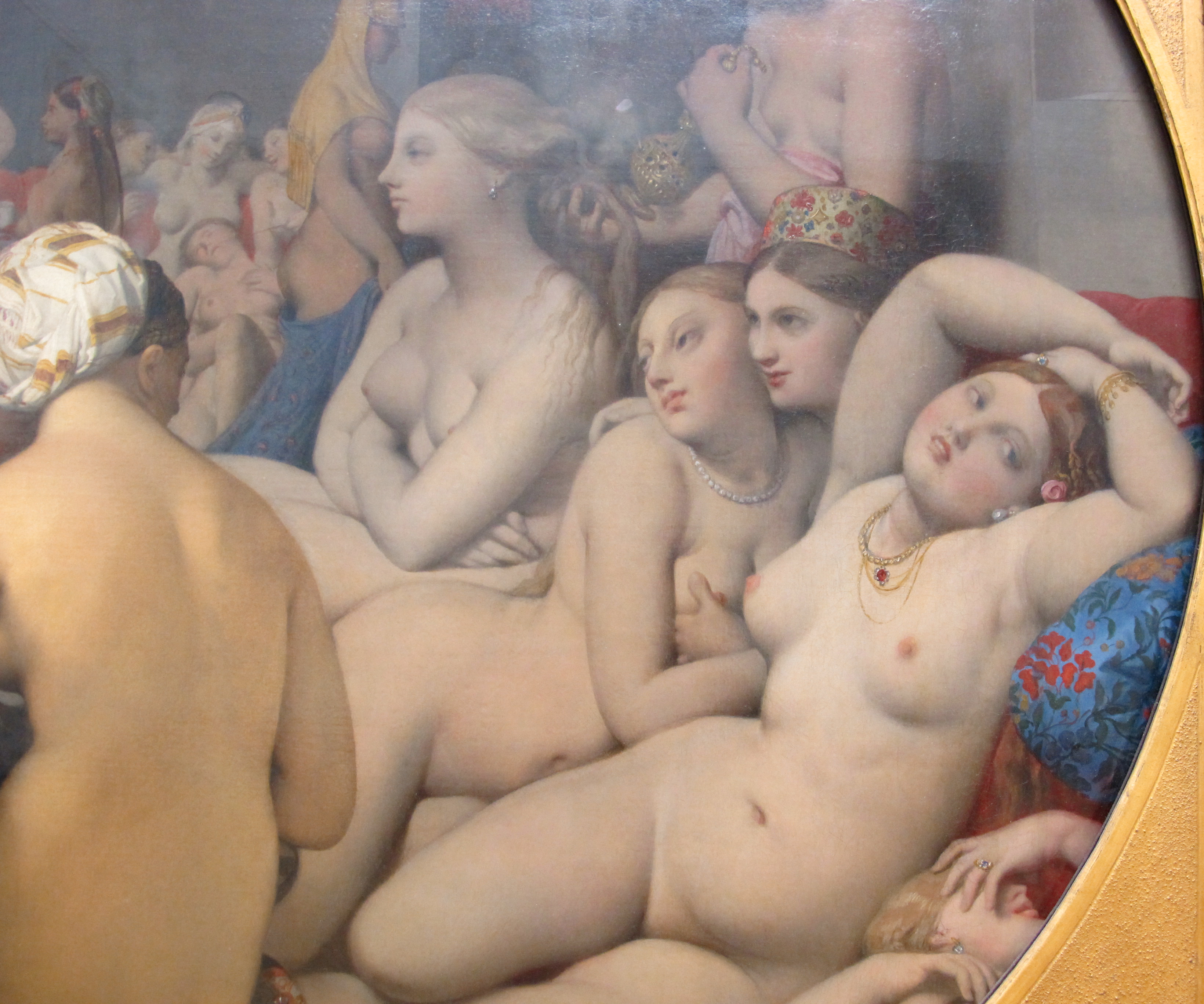
O Banho turco, Jean-Auguste-Dominique Ingres, detalhe

O primeiro comprador da pintura - um parente de Napoleão III - devolve-o após alguns dias, por sua esposa o considerar "pouco conveniente". Foi finalmente comprado em 1865 por Halil Şerif Pasha, um ex-diplomata turco que o junta à sua colecção de pinturas eróticas, que englobava nomeadamente A Origem do Mundo de Gustave Courbet. No início do Século XX, houve mecenas que quiseram oferecer O Banho turco ao Louvre, mas a diretoria do museu recusou a obra em duas ocasiões. Foi só depois de uma oferta de compra das colecções nacionais dos museus de Munique que o Louvre o aceitou para as suas colecções em 1911, graças a uma doação da Sociedade dos Amigos do Louvre a quem o mecenas Maurice Fenaille emprestou 150.000 francos, por três anos, sem juros.
Edgar Degas exigiu que o quadro fosse apresentado na Exposição mundial, tendo suscitado uma mistura de reacções, tendo Paul Claudel chegado a compará-lo a uma «galette d’asticots» (bolo redondo de minhocas).

### Ligações externas

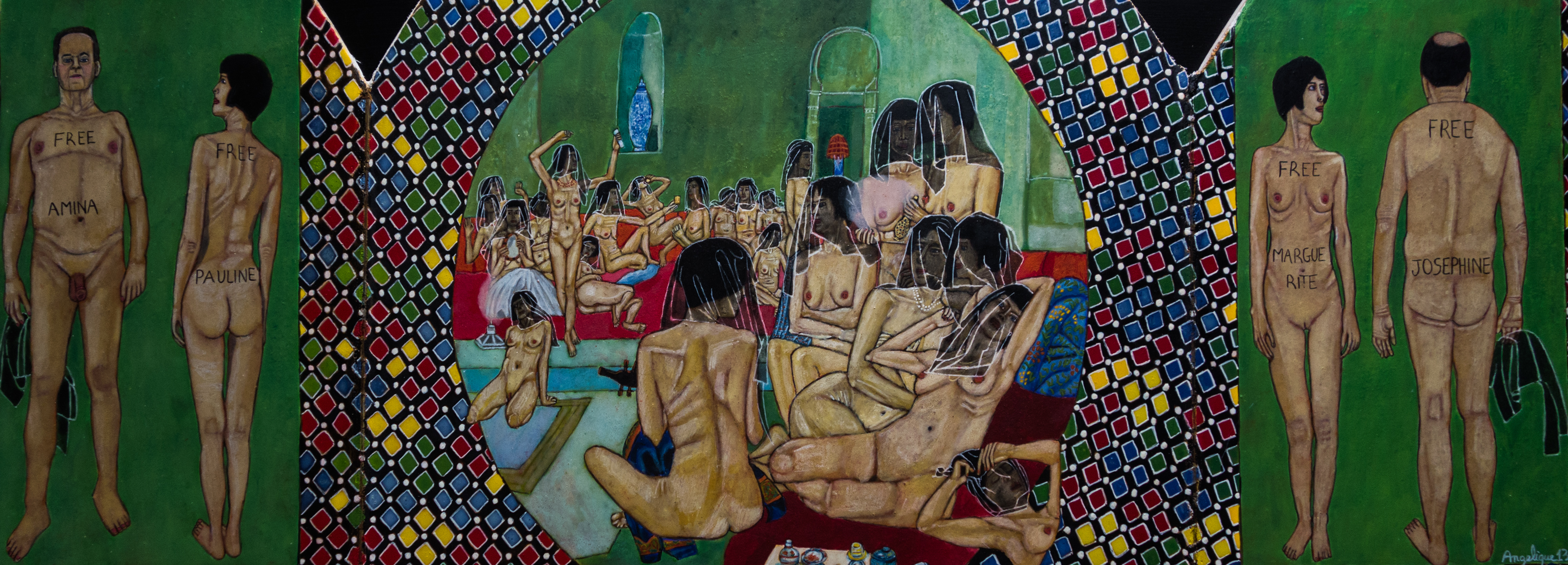
Le Bain turc (2013), na re-interpretação de Angélique Bègue

### Ligação externa
- Nota do Museu do Louvre sobre a obraː